# Rieden, Ostallgäu
Rieden là một đô thị ở Ostallgäu bang Bayern thuộc nước Đức.